# Svitavka (řeka)
Svitavka (německy Zwittebach) je malá řeka, říčka (někdy uváděna jako velký potok) pramenící na saské straně Lužických hor, pravostranný přítok Ploučnice. Délka toku je 37,4 km. Plocha povodí měří 132,5 km².

## Název
V dřívějších pramenech byla říčka pojmenována Svitavský potok - Zwittebach, na českých mapách i v průvodcích Svitava, po roce 1945 se začalo používat pojmenování Svitávka.
Ve vydáních státních map se používal od roku 1963 do roku 1980 název Svitava. Ve vydáních státních map z let 1985 a 1989 je použit název Svitávka a od roku 1993 se již uvádí název Svitavka. Na evidenčním listu hlásného profilu stanice Zákupy je název Svitávka doložen ještě roku 2021. Ojediněle se používá i pojmenování Svitavský potok.

## Průběh toku
Pramení ve výšce cca 600 m n. m. na jižním svahu vrchu Buchberg podlíž obce Jonsdorf na území Saska, zhruba kilometr od česko-německé hranice, na východ od hory Luž. Na českém území protéká nejprve jako malý potůček chráněnou přírodní památkou Brazilka, kde se turisté mohou pohybovat pouze po stejnojmenné naučné stezce.
Odtud teče na jih, přes CHKO Lužické hory. Nejdříve skrz vesnice Dolní Světlou, kde je poprvé svedena do kamenného koryta, a Juliovku, kde přibírá zleva od východu Krompašský potok, pak dál na jih přes Mařenice a Mařeničky. Zde přibírá zprava Hamerský potok a teče dál na jih. Protéká Kunratice u Cvikova, kde opouští CHKO, a Lindavu. Na počátku Lindavy přibírá na svém 21,8 km zprava ve výši 305 m n. m. Boberský potok. V Lindavě jsou zbytky jezu a na tamním mostě první vodočet. Odtud se při vysokém stavu vody dá říčka splouvat na malých plavidlech. Pak protéká obcí Svitava, dostává se do sevření údolí Svojkovských skal (17,9 km) a skrze podzemní jez teče do Velenic, odkud se obvykle splouvá za vyššího stavu vody. Míjí na pravém břehu Nové Zákupy. Také zde jsou viditelné zbytky poničeného jezu a dalších drobných staveb u někdejšího ležení sovětské posádky. Odtud teče Svitavka do městečka Zákupy, kde je regulována v korytě, cestou zleva přibírá Kamenický potok a poblíž koupaliště Rybniční potok. V Zákupech je říčka překlenuta řadou kamenných mostů, z nichž nejstarší u kaple sv. Anny je z roku 1883. Regulace toku ve městě byla vybudována po roce 1958. Mezi Zákupy a Božíkovem tok podtéká silnici z České Lípy na Mimoň a zde je překonána jediným železničním mostem (železniční trať Liberec – Česká Lípa). V Božíkově přibírá Bohatický potok odvádějící vodu z Bohatického rybníka. Po 5 km od Zákup již neregulovaného toku vtéká zprava do řeky Ploučnice na jejím 50,5 říčním kilometru, v prostoru mezi vesnicemi Vlčí Důl a Brenná.

## Vodní režim
Průměrný průtok u ústí činí 1,16 m³/s.
Hlásný profil:
| místo  | říční km | plocha povodí | průměrný průtok (Qa) | stoletá voda (Q100) |
| ------ | -------- | ------------- | -------------------- | ------------------- |
| Zákupy | 4,80     | 118,08 km²    | 1,09 m³/s            | 51,5 m³/s           |

## Fauna
Horní část toku Svitavky je evropsky významnou lokalitou pro mihuli potoční. Ve Svitavce bylo zjištěno 9 druhů vodních měkkýšů: 4 druhy plžů a 5 druhů mlžů, včetně ohrožených druhů hrachovek Pisidium amnicum a Pisidium tenuilineatum.

## Využití

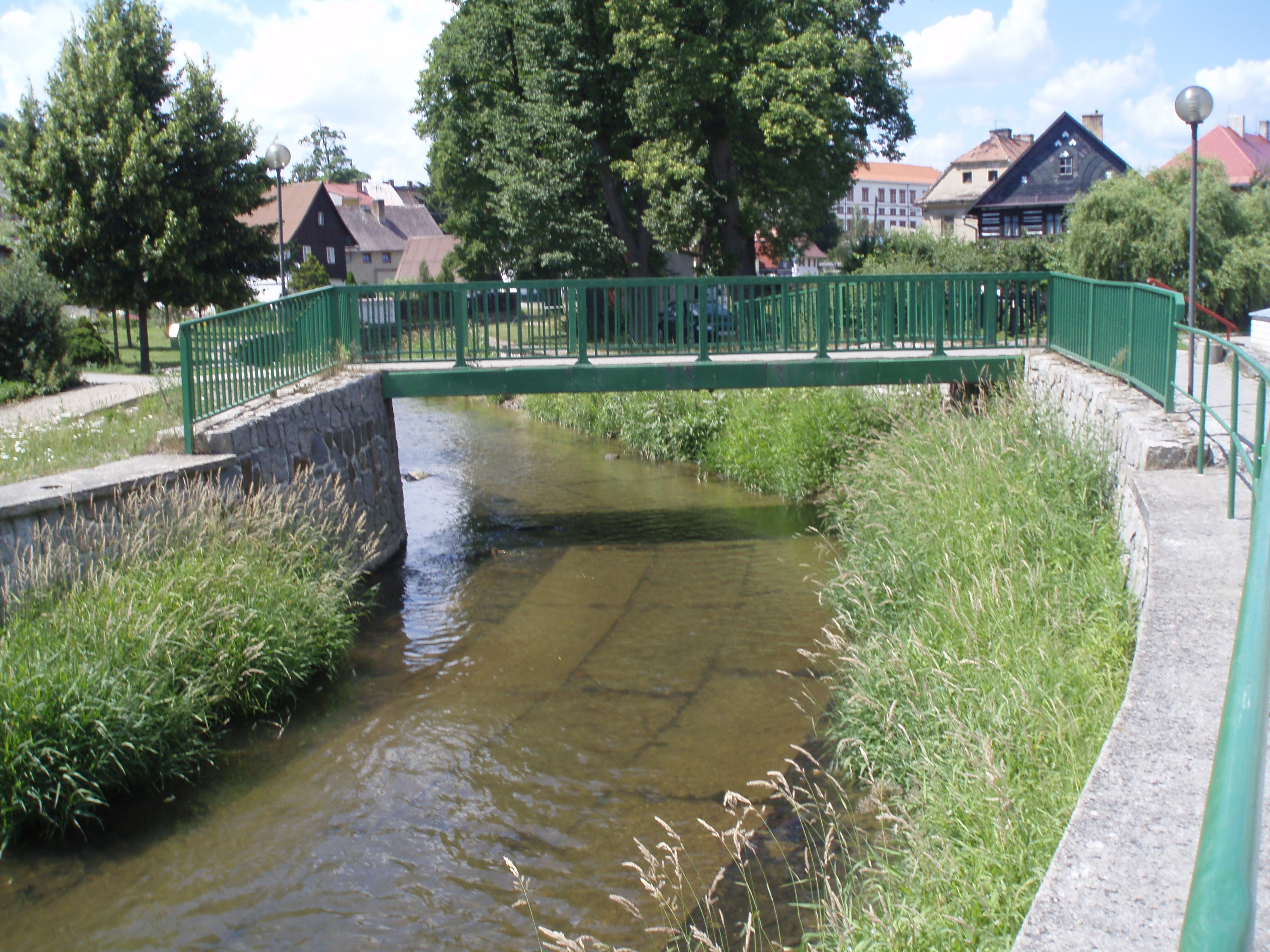
Svitavka v Zákupech

### Vodácká turistika
Kvůli mnoha do vody napadaným stromům a balvanům i drobným peřejím a rozbitým malým jezům je nutné lodě často přenášet. Jezdit se dá, pokud na vodočtu v Lindavě je min. 30 cm. Protože poblíž celého toku vede silnice, lze začínat i končit plavbu kdekoli. Délka sjížděného úseku činí 22 kilometrů. Vodácká obtížnost je pro úsek do Zákup na úrovni WW 1, posledních 5 km pak WW C.

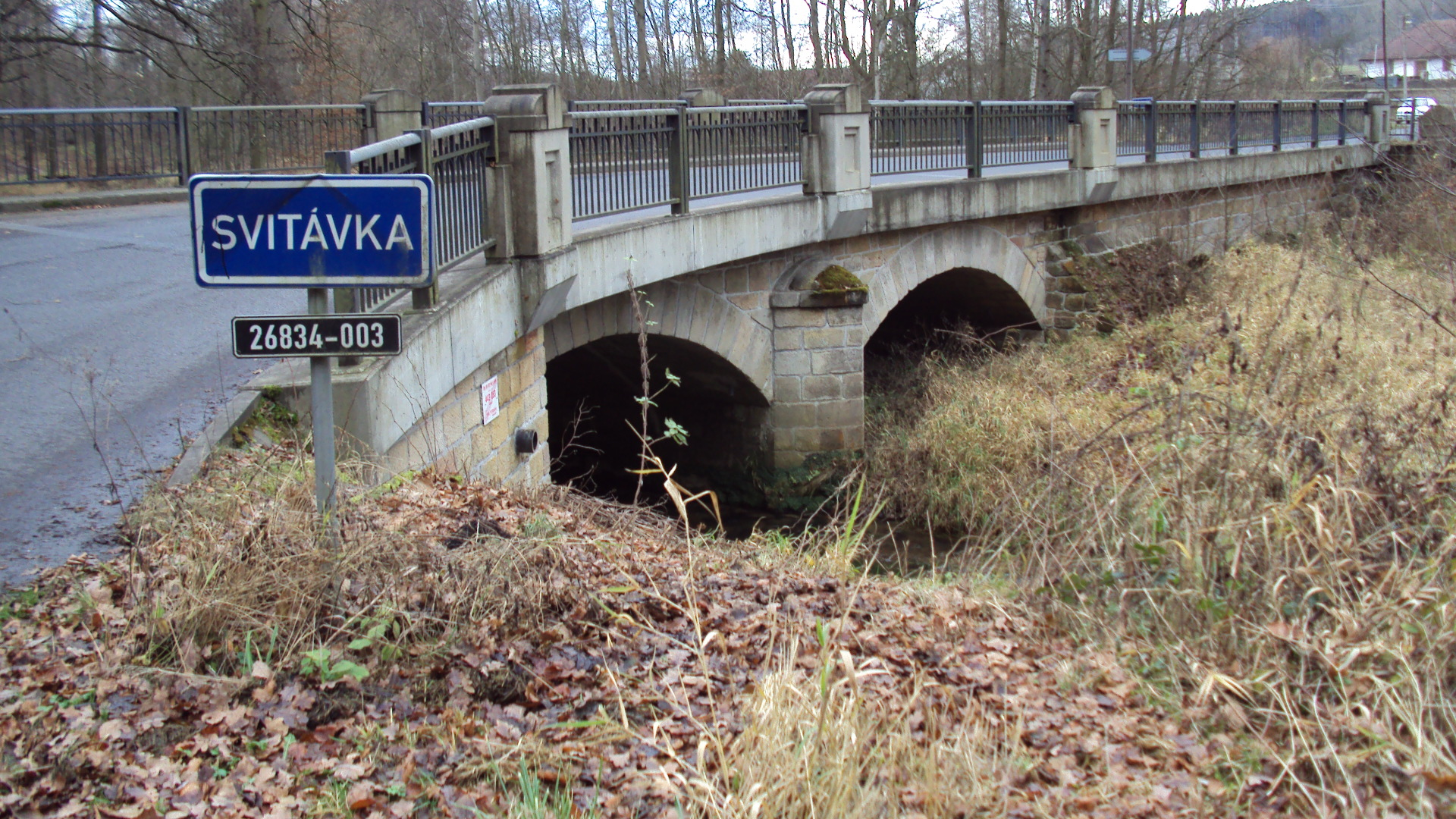
Most přes říčku před Zákupami

### Zajímavosti u toku
Po břehu říčky vede v oblasti soutoku s Kamenickým potokem naučná stezka v Zákupech.
Velmi atraktivní jsou poblíž toku četné mělké podzemní doly na písek a materiál nedalekých brusíren zrcadel z 18.–20. století, známé nyní jako soustava umělých pískovcových jeskyní. Nejznámější jsou Pusté kostely, kde největší z jeskyní Nautilus je využívaná jako motorkářská jeskyně u Velenic, další byly využity filmaři pro natáčení pohádky.. Navštěvovaný je i státní zámek Zákupy ve stejnojmenném městě. V Zákupech je možné ubytování, zásobování a je zde i zdravotní středisko.

### Rybaření
Na úseku Svitavky ve městě Zákupy je pstruhový revír obhospodařovaný Místní organizací Českého rybářského svazu.

## Povodně

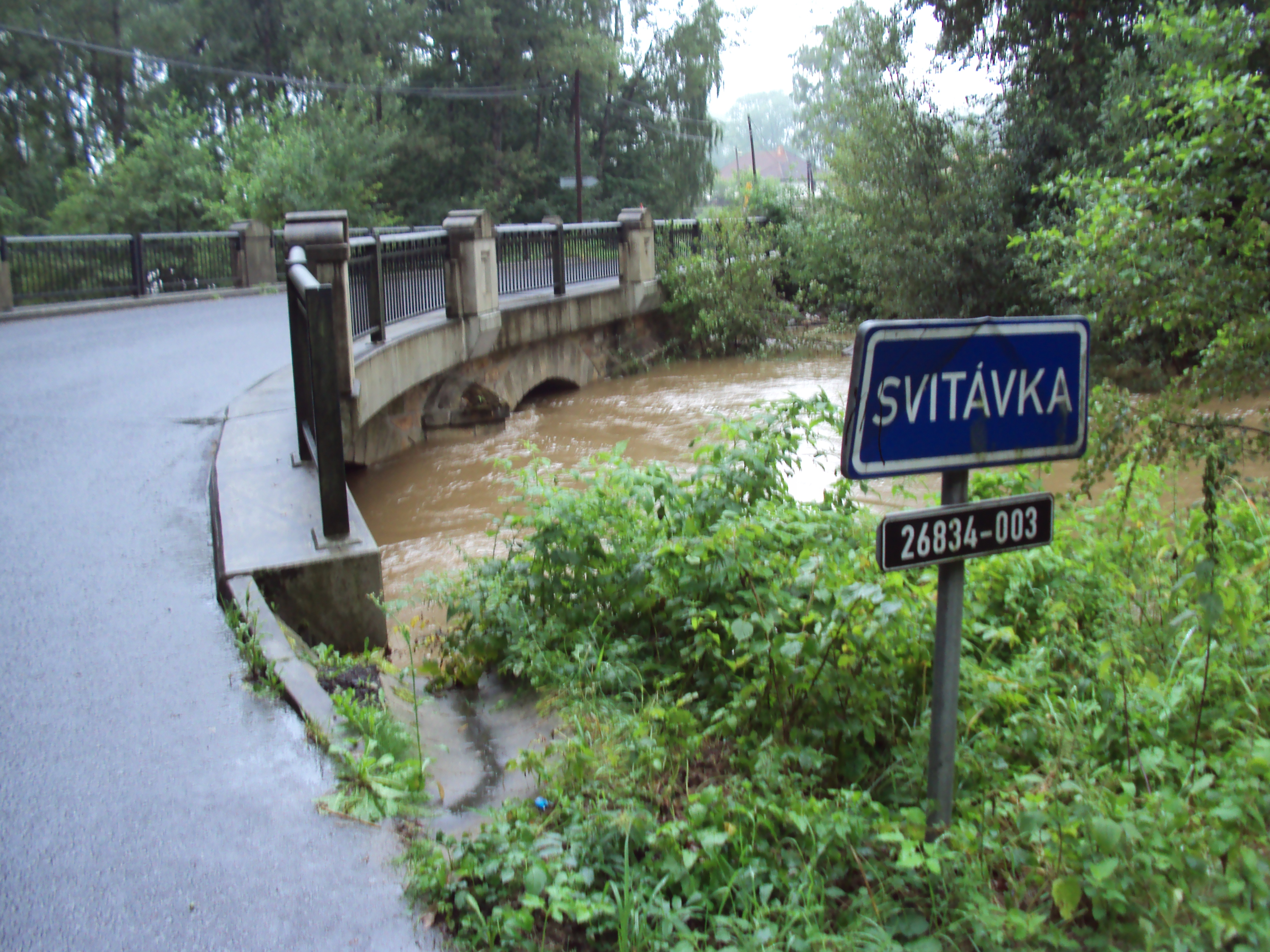
Tentýž most z pravého snímku, povodeň srpen 2010, voda již ráno klesla

První velká povodeň s tzv. stoletou vodou je zaznamenána v roce 1981, kdy bylo zatopeno 130 domků a městu pomáhaly čtyři hasičské jednotky z okolí.
Tisíciletá voda dorazila do Zákup po intenzivních 40 hodinových deštích o víkendu 7. – 8. srpna 2010. Voda podle vodočtu na mostu v Gagarinově ulici vystoupla z obvyklých 40 na 297 cm (výše vodočet nefunguje), během 6 hodin byly vyhlášeny 1, 2 a 3. stupeň povodňové aktivity, i přes regulaci toku zatopila v Zákupech 145 domů a sklepů. V noci z pátku na sobotu bylo evakuováno 70 občanů do tělocvičny školy. Výši záplavové vlny ovlivnilo i otevření hrází rybníků na horním toku.
Rok po povodních bylo započato s postupným odstraňováním nánosů tisíců kubíků bahna v korytu říčky v Zákupech. Byl zpracován plán na omezení případných dalších záplav s možností zajistit větší rozliv vody po loukách.